# Muntanya Gran
La Muntanya Gran és una serra situada al municipi de Torroella de Montgrí a la comarca del Baix Empordà, amb una elevació màxima de 148 metres.